# 아이워크
아이워크(iWork)는 애플사에서 맥 OS X, iOS용으로 개발한 오피스 소프트웨어로 프레젠테이션을 위한 키노트, 스프레드시트 작성을 위한 넘버, 문서작업과 출판을 위한 페이지로 구성되어 있다.

## 역사
애플 II 컴퓨터가 1984년에 처음 소개되었을 때 애플웍스라는 기본 번들 오피스 소프트웨어로 워드 프로세서, 스프레드시트, 데이터베이스 기능을 가진 제품을 출시하였다. 그 후 애플사가 소프트웨어 부문을 클라리스로 독립시키고 애플웍스는 클라리스웍스라는 이름으로 지속적으로 개선하여 발전하였다. 맥용 클라리스웍스 1.0는 1991년에 또한 마이크로소프트 윈도우 용으로 포팅하여 1993년에 클라리스웍스 1.0을 소개하였다. 그 뒤 클라리스사가 애플에 다시 흡수되면서 이름은 파일메이커로 바뀌고 클라리스웍스는 애플웍스라는 바꾸게 된다. 이때 출시한 것이 애플웍스 5.0이다. 2000년 애플이 맥 오에스 텐을 출시하고 맥 오에스 텐용으로 변환되어 애플웍스 6.0이 공개된다. 비슷한 즈음 윈도 용 애플웍스 6.0도 소개된다. 이때 판매된 대부분의 맥 컴퓨터는 애플웍스를 번들로 판매하였다.
2007년 8월 7일에 애플의 쿠퍼티노 캠퍼스에서 아이워크 '08이 공개되었다. 새로운 버전의 페이지, 키노트가 추가되었다. 또, 새로운 스프레드시트 응용 프로그램인 넘버도 추가되었다.
아이워크는 애플웍스의 전통을 계승하여 개발하였으나 맥 오에스 텐 전용으로 새로이 개발된 점은 다르다. 애플웍스가 데이터베이스 기능이 있는 점에 차이가 있으나 아이워크 08가 스프레드시트 프로그램인 넘버를 추가하면서 애플웍스가 과거에 가진 통합 오피스 소프트웨어 기능을 거의 대체하고 있다고 볼 수 있으며 일반 소비자나 교육, 중소기업을 대상으로 하는 점 역시 과거 애플웍스가 대상으로 하는 소비자층과 동일하다. 다만 애플웍스와 달리 무료로 번들하지 않고 별도로 판매하고 있다.

## 버전

### 주요 버전
| iWork 버전 | Keynote 버전 | Pages 버전 | Numbers 버전 | 매체          | 최소 OS | 바이너리    | 출시일           |
| ---------- | ------------ | ---------- | ------------ | ------------- | ------- | ----------- | ---------------- |
| iWork '05  | 2.0          | 1.0        | 빈칸         | CD-ROM        | 10.3.6  | PowerPC     | 2005년 1월 22일  |
| iWork '06  | 3.0          | 2.0        | 빈칸         | CD-ROM        | 10.3.9  | Universal   | 2006년 1월 10일  |
| iWork '08  | 4.0          | 3.0        | 1.0          | CD-ROM        | 10.4.10 | Universal   | 2007년 8월 7일   |
| iWork '09  | 5.0          | 4.0        | 2.0          | DVD-ROM       | 10.4.11 | Universal   | 2009년 1월 6일   |
| iWork 2013 | 6.0          | 5.0        | 3.0          | Mac App Store | 10.9    | Intel       | 2013년 10월 22일 |
| iWork 2014 | 6.5          | 5.5.1      | 3.5          | Mac App Store | 10.10   | Intel       | 2014년 10월 16일 |
| iWork 2016 | 7.0          | 6.0        | 4.0          | Mac App Store | 10.12   | Intel       | 2016년 9월 20일  |
| iWork 2018 | 8.0          | 7.0        | 5.0          | Mac App Store | 10.12   | Intel       | 2018년 3월 27일  |
| iWork 2019 | 9.0          | 8.0        | 6.0          | Mac App Store | 10.13   | Intel       | 2019년 3월 28일  |
| iWork 2020 | 10.0         | 10.0       | 10.0         | Mac App Store | 10.14   | Intel       | 2020년 4월 1일   |
| iWork 2021 | 11.0         | 11.0       | 11.0         | Mac App Store | 10.15   | Universal 2 | 2021년 3월 23일  |

## 페이지
페이지는 워드 프로세싱과 페이지 레이아웃을 도와 주는 응용 프로그램이다. 다음과 같이 애플이 디자인한 문서용 템플릿이 포함되어 있다:
- 뉴스레터
- 저널
- 초대
- 문방구
- 이력서
- 교육 프로젝트
- 마케팅 프로젝트

페이지는 아이폰, 아이튠즈, 아이무비로부터 사진, 영상, 음악을 삽입할 수 있는 미디어 브라우저를 포함하고 있다. 페이지는 사용자가 다음의 포맷으로 저장하거나 내보낼 수 있게 도와 준다:
- 페이지 문서 (.pages)
- 마이크로소프트 워드 (.doc, .docx)
- PDF (.pdf)
- 서식있는 텍스트 파일 (.rtf)
- 일반 PPT (.txt)

## 키노트
키노트는 슬라이드쇼 응용 프로그램으로 발표하는 데 쓰인다. 마이크로소프트 파워포인트와 여러 방면에서 비슷하지만 아이워크 제품군만의 기능들이 몇 가지 존재한다. 키노트는 아이라이프 통합을 이용한다. 이를테면 아이폰, 아이튠즈, 아이무비]]로부터 사진, 음악, 영상을 삽입할 수 있는 미디어 브라우저를 포함하고 있다. 키노트는 또한 슬라이드쇼 프레젠테이션에 애니메이션을 포함할 수 있는 기능이 있다. 키노트는 다음과 같이 수많은 포맷으로 저장하고 인식할 수 있다.
- 키노트 프레젠테이션 (.key)
- 마이크로소프트 파워포인트 프레젠테이션 (.ppt)
- 퀵타임 영상 (.mov): 사용자의 선택에 따라 상호 작용 기능도 지원
- 어도비 플래시 애니메이션 (.swf)
- PDF 문서 (.pdf)
- 퀵타임이 인식하는 모든 이미지 포맷을 가져오고 몇 가지 이미지 포맷으로 내보낼 수 있다. (.jpg, .png, .tiff)
- 유튜브로 내보내기

## 넘버
넘버는 스프레드시트 응용 프로그램으로, 아이워크 08에 추가되었다. 인텔리전트 표, 유연한 캔버스, 인터렉티브 인쇄와 같은 독특한 기능이 추가되었다.
아이워크에 스프레드시트 응용 프로그램이 추가된 첫 버전이며 애플이 애플웍스 이후로 처음 개발한 스프레드시트 응용 프로그램이다.

## 같이 보기
- 오피스 제품군 비교
- 아이클라우드

## 참조
1. ↑  "iWork 14 brings useful tweaks to Pages, Numbers and Keynote"; 저자 이름: Ed Hardy; 저작물·명칭의 언어: 영어; 출판 날짜: 2024년 4월 2일; 확인한 날짜: 2024년 5월 7일.
2. ↑  “‎Pages” (영어). 2024년 4월 2일. 2024년 5월 7일에 확인함.
3. ↑  “Apple announces new versions of Pages, Keynote and Numbers with Yosemite visual updates and other improvements (iOS too!)”. 9to5Mac. 2014년 10월 16일. Retrieved on 2015년 2월 28일.
4. ↑  “Apple updates iWork for Mac, adding real-time collaboration beta to Pages, Numbers & Keynote”. AppleInsider. 2016년 9월 20일. 2017년 3월 20일에 확인함.
5. ↑  “iWork Apps for Mac and iOS Updated With New Features, Apple Pencil Support on iPad” (영어). 2018년 3월 29일에 확인함.
6. ↑  “Apple Updates iWork Apps With Improved Apple Pencil Integration, Custom Shapes and More” (영어). 2019년 3월 30일에 확인함.
7. ↑  “Apple Updates iWork Apps for Mac With iCloud Folder Sharing and Other New Features” (영어). 2020년 4월 1일에 확인함.
8. ↑  Potuck, Michael (2021년 3월 23일). “Apple releases Pages, Numbers, and Keynote updates with precise editing controls, updated media browser, more” (영어). 9to5Mac. 2021년 3월 23일에 확인함.